# Dansbandsnatt
Dansbandsnatt – studyjny album szwedzkiej grupy Torgny Melins wydany przez Sony BMG Music Entertainment 27 stycznia 2010 roku w Szwecji.

## Lista utworów
Źródło: SVENSK MEDIEDATABAS
| #   | Tytuł                                             | Autor tekstu                                              |
| --- | ------------------------------------------------- | --------------------------------------------------------- |
| 1.  | "Boten Anna"                                      | Basshunter                                                |
| 2.  | "Dansbandsnatt"                                   | Anders Larsson, Daniel Lindroth                           |
| 3.  | "Gummiboll" ("Rubber Ball") (feat. Lill-Babs)     | Arne Orlowski, Aaron Schroeder, Stikkan Andersson         |
| 4.  | "800 grader"                                      | Joakim Thåström, Lennart Eriksson, Gunnar Ljungstedt      |
| 5.  | "Fem minuter i himmelen" (feat. Melissa Williams) | Thomas "Orup" Eriksson, Lena Philipsson                   |
| 6.  | "Om och om igen"                                  | Benny Andersson, Björn Ulvaeus                            |
| 7.  | "Vad var det jag sa"                              | Hans Bäckström, Kent Liljefjäll                           |
| 8.  | "Poison"                                          | Desmond Child, Alice Cooper, John McCurry                 |
| 9.  | "Sommaren är din, Maria"                          | Björn Johansson, Peter Klaman                             |
| 10. | "Viva la Vida"                                    | Guy Berryman, Jonny Buckland, Will Champion, Chris Martin |
| 11. | "Ge mig ett svar när jag ringer"                  | Thomas Deutgen, Lars Blomkvist                            |
| 12. | "En ny romans"                                    | Gustav Mårtensson, Viktor Skoog                           |
| 13. | "Bortom allt"                                     | Thomas G:sson                                             |
| 14. | "Snart är det lördag igen"                        | Torgny Melins                                             |
| 15. | "Kom igen Lena"                                   | Håkan Hellström                                           |

## Notowania na listach przebojów
| Kraj    | Lista (2010)  | Najwyższa pozycja |
| ------- | ------------- | ----------------- |
| Szwecja | Top 60 Albums | 2                 |